# Rya socken
Rya socken i Skåne ingick i Norra Åsbo härad, ingår sedan 1971 i Örkelljunga kommun och motsvarar från 2016 Rya distrikt.
Socknens areal är 60,98 kvadratkilometer varav 60,64 land. År 2000 fanns här 1 038 invånare. En del av tätorten Örkelljunga samt tätorten Eket med sockenkyrkan Rya kyrka  ligger i socknen.

## Administrativ historik
Socknen har medeltida ursprung.
Vid kommunreformen 1862 övergick socknens ansvar för de kyrkliga frågorna till Rya församling och för de borgerliga frågorna bildades Rya landskommun. Landskommunen uppgick 1952 i Örkelljunga landskommun som 1971 uppgick i Örkelljunga kommun.
1 januari 2016 inrättades distriktet Rya, med samma omfattning som församlingen hade 1999/2000.
Socknen har tillhört län, fögderier, tingslag och domsagor enligt vad som beskrivs i artikeln Norra Åsbo härad. De indelta soldaterna tillhörde Norra skånska infanteriregementet, Norra Åsbo kompani och Skånska husarregementet, Silvåkra skvadron, Överstelöjtnantens kompani.

## Geografi
Rya socken ligger öster om Ängelholm kring Pinnån och med Hallandsåsen i norr. Socknen består av en uppodlad dalbygd kring ån som omges av en småkuperad skogsbygd.

## Fornlämningar
Från bronsåldern finns ett gravröse. Rya gamla kyrka från slutet av 1100-talet eller början av 1200-talet har varit en ruin sedan slutet av 1800-talet.

## Namnet
Namnet skrevs 1503 Ryde och kommer från den tidigare kyrkbyn. Namnet innehållet ryd, 'röjning'..